# Piliocolobus oustaleti
Piliocolobus oustaleti is een zoogdier uit de familie van de apen van de Oude Wereld (Cercopithecidae). De wetenschappelijke naam van de soort werd voor het eerst geldig gepubliceerd door Édouard Trouessart in 1906.

## Voorkomen
De soort komt voor in het zuiden van Centraal-Afrikaanse Republiek en het noorden van Congo-Brazzaville en Congo-Kinshasa, ten noorden van de Kongo-rivier.